# 尼古拉·武克切维奇
尼古拉·武克切维奇（1985年11月14日—），黑山男子水球运动员。他曾代表黑山国家队参加2008年夏季奥林匹克运动会水球比赛，结果队伍获得第四名。